# Münchmeyer (Familie)
Münchmeyer ist der Name einer alten, ursprünglich niedersächsischen Familie, deren dokumentierte direkte Stammreihe mit Heinrich Münchmeyer (um 1654–1728), Lizentbeamter und Bürger zu Einbeck, begann.

## Familie
Schon vor 1600 lebte eine Familie Münchmeyer in Vorwohle bei Eimen. 1647 bis 1650 war Tobias Münchmeyer Hofprediger in der Residenzstadt Celle und starb 1652 als Pastor in Diepholz. 1691 finden sich Namensträger in Andershausen bei Einbeck, sowie sein Vater Heinrich Münchmeyer, der 1654 in Negenborn bei Einbeck geboren ist. Er ist als erster Lehnsträger sowie Bürger in Einbeck bezeichnet.

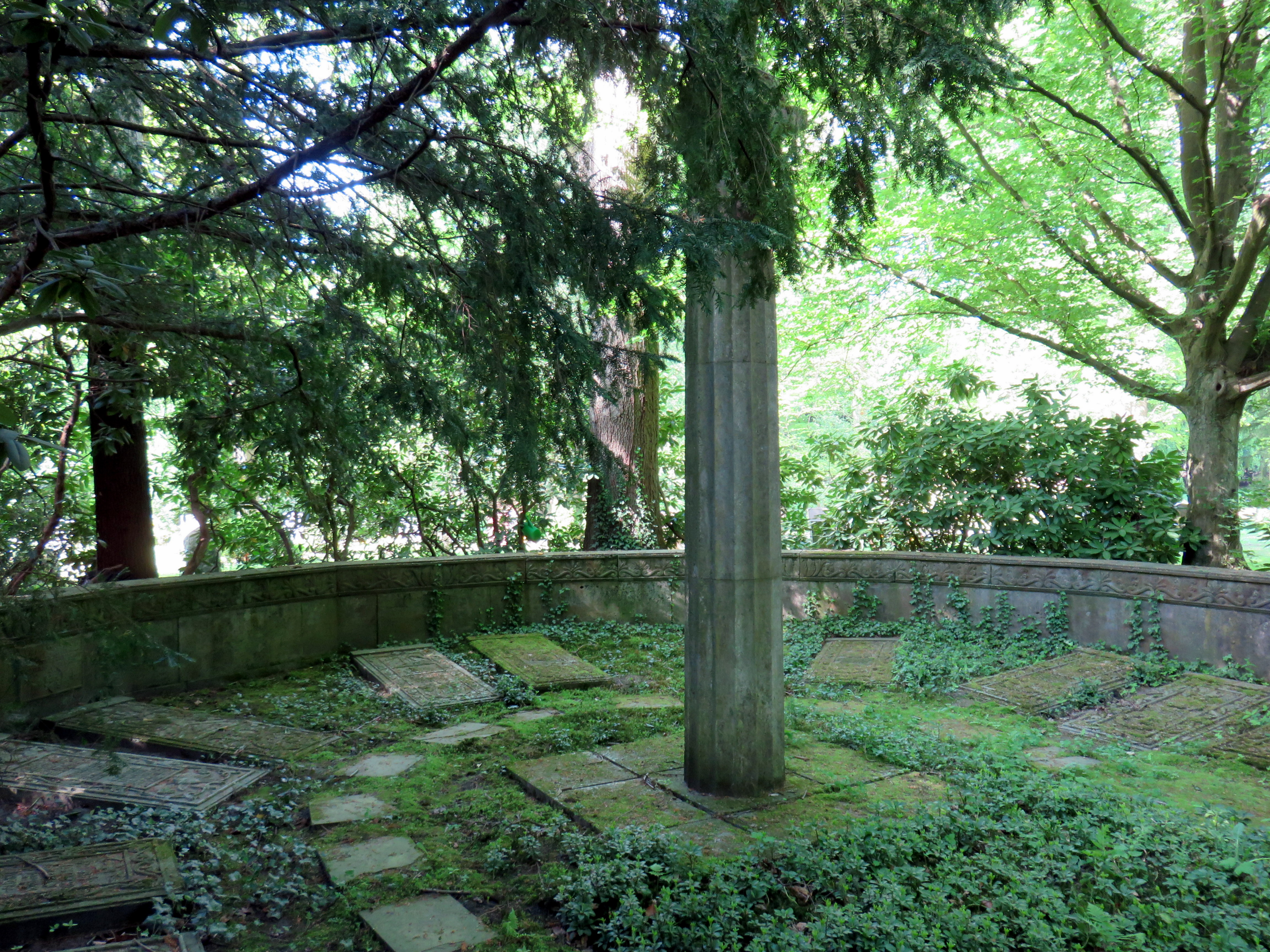
Familiengrabanlage Friedhof Ohlsdorf

Nachkommen dieser niedersächsischen Familie von Pastoren bis hin zum Superintendenten leben noch heute in Niedersachsen. Weitere Familienzweige sind in ganz Deutschland zu finden. 
Von dieser Familie spaltete sich ein Hamburger Zweig ab, indem der Kaufmann Hermann Münchmeyer d. Ä. (1815–1909) nach längerem Aufenthalt auf Haiti im Jahr 1846 Hamburger Bürger wurde und dort das Privatbankhaus Münchmeyer & Co. gründete. Dieser Zweig rechnet zu den jüngeren hanseatischen Familien.
Auf dem Ohlsdorfer Friedhof in Hamburg befindet sich für Mitglieder der Familien Münchmeyer/Schröder eine rondelartige Grabanlage mit zentraler, acht Meter hoher Säule bei Planquadrat AA 19 (zwischen Waldstraße und Stiller Weg östlich des Mausoleums Sanne).

## Wappen des Hamburger Familienzweigs
In Rot zwei zum Andreaskreuz gelegte silberne Stäbe, bewinkelt oben von einem goldenen Stern, rechts, links und unten von je einer goldenen, silbern besamten Rose; auf dem Helm mit rot-silberner Decke rechts ein silbernes, links ein rotes Stierhorn.

## Namensträger
- August Conrad Münchmeyer[3] (getauft 6. April 1733 in Einbeck; † 16. November 1811 in Lavelsloh bei Diepenau in Niedersachsen), vor 1765 Feldprediger, 1765 bis 1773 Pastor in Leese (Kreis Stolzenau), 1773 bis 1785 Pastor in Mellinghausen; verheiratet mit Eva Sophie Schulze (* 23. Juli 1739 in Beckedorf bei Lindhorst in Schaumburg-Lippe; † 27. Februar 1821 in Lüneburg), Tochter des lutherischen Pastors zu Beckedorf Hermann Gerhard Schulze und der Sophie Catharine Höper.[4]
  - August Konrad Münchmeyer[3] (1771–1833), Superintendent zu Sievershausen
    - August Friedrich Otto Münchmeyer[3] (1807–1882), deutscher neulutherischer Theologe
      - Carl Hans Wilhelm Ludwig Münchmeyer (1847–1925), lutherischer Pastor
        - Ludwig Johannes Herbert Martin Münchmeyer (1885–1947), lutherischer Pastor, Reichsredner der NSDAP

    - Wilhelm Hermann Münchmeyer[3] (1814–1888), deutscher Theologe

  - Ernst Heinrich Wilhelm Münchmeyer (1778–1851), Medizinalrat und Stadtphysikus zu Hannover
    - Ernst Heinrich Wilhelm Emil Münchmeyer (1813–1901), praktischer Arzt, Medizinalrat[5]
      - Ernst Münchmeyer (1846–1880), Arzt, Beschreiber und Namensgeber des Münchmeyer-Syndroms[6]

    - Hermann Münchmeyer (1815–1909), Kaufmann und Gründer des Handels- und Privatbankhauses Münchmeyer & Co.
      - Alwin Münchmeyer (1844–1895), Mitinhaber der Firma Münchmeyer & Co.
        - Hermann Rudolf Münchmeyer (1875–1950), Mitinhaber der Firma Münchmeyer & Co.
          - Heinrich Alwin Münchmeyer (1908–1990), Inhaber der Firma Münchmeyer & Co.
            - Birgit Breuel, geborene Münchmeyer, deutsche Politikerin (CDU)
            - Hans Hermann Münchmeyer, Gesellschafter der Privatbank Schröder, Münchmeyer, Hengst & Co. und der Investmentgesellschaft MCF Münchmeyer Corporate Finance in Hamburg